# Rajbek Bisultanov
Rajbek Alvievich Bisultanov (29 maggio 1995) è un lottatore danese, specializzato nella greco-romana.

## Biografia
È fratello maggiore del lottatore Turpal Bisultanov.
Agli europei di Bucarest 2019 ha vinto la medaglia d'oro nel torneo degli -82 chilogrammi, battendo in finale il georgiano Lasha Gobadze.

## Palmarès
- Europei

Bucarest 2019: oro negli -82 kg.